# هوارد ريد (ضابط بحري)
هوارد ريد هو ضابط بحري كندي، ولد في 5 يونيو 1897 في بورتيج دو فورت في كندا، وتوفي في 3 مايو 1962 في فيكتوريا في كندا.